# Johann Christoph Gottsched
Johann Christoph Gottsched (Juditten, 1700. február 2. – Lipcse, 1766. december 12.) német író, dramaturg és irodalomtudós.

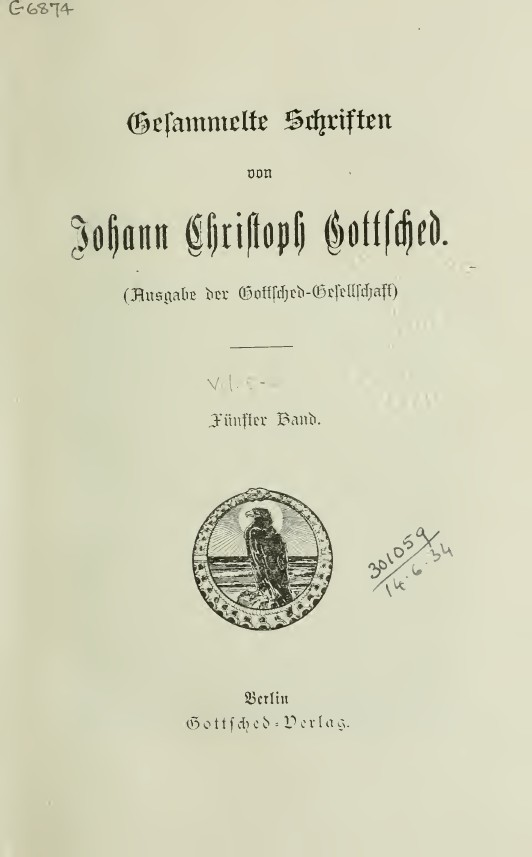
Gedichte

Gottsched idején a tudomány nyelve még a latin volt. Az ő érdeme, hogy elfogadottá vált az irodalmi német nyelv létrehozására való törekvés. Legfontosabb műve a „Versuch einer Critischen Dichtkunst vor die Teutschen” (Kritikus német költőmű kísérlete, 1730). Ebben Gottsched érthető és egyenes stílust, szellemet, ízlést követelt és hogy az írásnak legyen morális haszna. A dráma hármas tagolását, a cselekmény, a helyszín és az idő egységét hangoztatta, a varázslatot és mindenféle irracionalizmust száműzni szerette volna. Ez volt a tanulságos és okosító irodalom időszaka, mindenekelőtt a tanmese lett a korszak favorizált műfaja. A ravasz róka, a szelíd bárány, az okos holló és a méltóságteljes oroszlán ekkor vonultak be a német irodalomtörténetbe.

## Élete és munkássága
Apja a juditteni lelkész Christoph Gottsched, anyja Anna Regina Biemann volt. Testvére, Johann Heinrich Gottsched a „hessisches Hof- und Staatskalender” hesseni udvari és állami kalendárium szerkesztője volt, unokaöccse pedig, Johann Daniel Gottsched Mirabeau gróf személyi titkára volt.

## Tanulmányok
Eleinte apja oktatta otthon, a kor szokása szerint, ezután 14 évesen beiratkozott a Königsbergi Egyetemre, teológia szakra. Érdeklődött a filozófia iránt is, Gottfried Wilhelm Leibniz és Christian Wolff műveit lapozgatta. Végül annyira megszerette a filozófiát, hogy inkább átiratkozott erre a szakra és egész életére hű pártfogója maradt Wolf nézeteinek. Érdemesebb tanárai közé tartozott Johann Jakob Quandt.
1724 januárjában Gottsched már magiszterként (Magister Artium) a porosz katonai szolgálat elől Lipcsébe menekült. Lipcsében barátkozott össze Johann Burckhardt Menckével, aki alkalmazta őt idősebbik fia mellé. Mencke kiadványán, az Acta eruditorumon Gottsched nem tudott közreműködni, ezért még ugyanabban az évben inkább doktorált és oktatói engedélyt kapott.
Mencke bevezette Gotschedet a társasági életbe és pártfogolta felvételét a „Teutschübende poetische Gesellschaft” (Németgyakorló Poétikai Társaságba) is. 1727-ben a társaság elöljárójává választotta és Gottsched átnevezte az egyesületet „Deutsche Gesellschaft” névre (Német Társaság). Ez a társaság lett aztán Gottsched nyelvi és irodalmi reformtörekvései ideális színpada. Ezen társaság és Gottsched törekvéseinek hatására több városban is alapítottak Német Társaságokat, általában Gottsched elképzelései alapján.

## Gottsched mint nyelvművelő, újságíró
1725-ben Gottsched elkezdte morális heti újságjának a szerkesztését és kiadását. „Die vernünftigen Tadlerinnen” (Az értelmes okítók) eleinte Halléban, majd Lipcsében jelent meg. Mint az ilyesfajta újságtípusnál akkoriban szokás volt, elejétől fogva két évre tervezte. 1727-től 1729-ig a szintén hetilapként megjelenő „Der Biedermann” (A Derékember) szerkesztő kiadója volt. Már ezen újságokban is érezhető az a törekvése, hogy a korai felvilágosodás eszméit átültesse a német viszonyok közé.
1727-ben ismerkedett meg Johann Neuberrel és feleségével, Friederike Caroline Neuberrel. Gyümölcsöző együttműködésük eredménye a német nemzeti színjátszás alapjainak létrehozása volt. Nagy példaképeik az antikizáló, Pierre és Thomas Corneille, Philippe Destouches, Molière, Jean Racine, Voltaire franciából fordított színművei voltak.
1727 őszén Gottsched szöveget írt Johann Sebastian Bach „Laß, Fürstin, laß noch einen Strahl” című gyászkantátájához (BWV-száma: 198), amelyet október 17-én, a lipcsei Szent Pál-templomban (Paulinerkirche) mutattak be, az elhunyt Brandenburg–bayreuthi Krisztina Eberhardina lengyel királyné emlékére.
1730-ban Gottsched a poétika rendkívüli professzora lett, majd négy évvel később kinevezték a logika és metafizika rendes professzorának. Emellett többször is a „Rector magnificus” feladatkörét (a filozófiai tanszék dékánja) is betöltötte.
Gottsched reformtörekvéseinek előkészítője egykori königsbergi professzora Johann Valentin Pietsch volt. Ő támogatta Gotschedet a barokk irodalom elleni törekvéseiben, legfőképpen annak nyelvi külsőségei ellen. Gottsched gondozásában jelent meg 1732-től 1744-ig a „Beyträge zur critischen Historie der deutschen Sprache, Poesie und Beredsamkeit” (Hozzászólások a német nyelv, költészet és ékesszólás keresztény történetéhez). Ennek folytatása az 1745 és 1750 között megjelenő „Neuer Büchersaal der schönen Wissenschaften und freyen Künste” (A szép tudományok és szabad művészetek új könyvészterme) valamint az 1751 és 1762 között kiadott „Das Neueste aus der anmuthigen Gelehrsamkeit” (Újságok a bájos tudományok területéről).

## Gottsched irodalomelmélete, fő munkái
1731-ben vitték színre Gottsched „Sterbender Cato” (Haldokló Cato) című tragédiáját. A darab nagyon sikeres volt, a francia dráma szabályai szerint írta, amely alapvetően Arisztotelész dramatikájára épült. Gottsched példaképe ezen mű megírásánál Joseph Addison volt. Ez tekinthető az első olyan német drámának, amely a felvilágosodás szellemében íródott. Nem sokkal később jelentkeztek az első kritikus hangok is; mindenekelőtt a svájci Johann Jakob Bodmer és Johann Jakob Breitinger, illetve a hallei Jakob Immanuel Pyra, szerintük Gottsched drámája masszívan szembe megy az arisztotelészi szabályokkal.
1735-ben Gottsched megházasodott, felesége a szintén tehetséges írónő Luise Adelgunde Victorie Kulmus lett. Felesége elsősorban vígjátékokat írt, ill. angolból és franciából fordított (pl. Alexander Pope-ot). Az irodalomtörténet Gottsched feleségét érdekes módon sokkal tehetségesebbnek tartotta, mint magát Gottschedet.
Gottsched irodalomelméleti fő művében, a „Critische Dichtkunst” (Kritikus Költészetben) amellett érvelt, hogy a költészet észszerű és okszerű kell hogy legyen, és így a szabályoknak is az észszerűség legfőbb elveit kell képviselniük, a fantázia nem szárnyalhatja túl az ész által megszabott határokat. Ide kapcsolódik, hogy Gottfried Wilhelm Leibniz és Wolff lehetséges világokat tárgyaló elmélete szerint a csodát, mint egy színdarab témáját szintén szigorú szabályoknak kell alávetni.
Ezen normákból kifolyólag Gottsched elutasította a természetfölötti jelenségek ábrázolását. Gottschedhez közel állt a deizmus filozófiai irányzata, erre írásaiból egyértelműen lehet következtetni, elutasította a vallásos témákat illetve a vallást mint irodalmi ábrázolások témáját. Ezen felfogása vezetett aztán az ún. „Zürcher Literaturstreit”-hez (zürichi irodalmi vitához) a két svájci tudóssal, Bodmerrel és Breitingerrel. Az ő irodalomelméleti programjuk nem érvelt ugyan kevésbé az észszerűség diktátuma mellett, ők azonban - részben a zürichi reformáció miatt - a csodát más hangsúllyal ítélték meg, mint Gottsched. Az egyre durvább hangvételű vita szatírákkal kezdődött, majd végül személyes sértegetésekbe torkollott és az 1730-as és 1740-es évek fő irodalomtudományi eseménye volt. Gottschedet Németországban sem kímélték: a lejárató hadjárat 1743-ban Jakob Immanuel Pyra röpiratával kezdődött „Erweis, dass die Gottschedianische Sekte den Geschmack verderbe” (Bizonyítvány, hogy a gottschedista szekta elrontja a jó ízlést) és mivel Bodmernek sikerült számtalan korabeli német nyelvű írót saját oldalára állítania, Gottsched vesztesként került ki az irodalmi vitából. Ennek is betudható, hogy Gottsched szerepét a 18. század irodalmában sokáig alábecsülték.
1736-ban jelent meg Gottsched „Ausführliche Redekunst” (Részletes Beszédművészet) című munkája, amelyben a klasszikus retorika hagyományát a felvilágosodás szabályai szellemében értelmezte újra. Gottsched irodalommal és retorikával kapcsolatos álláspontjára egyrészt jellemző a barokk kor retorikai stílusának elutasítása, másrészt az az elképzelés, hogy a felvilágosodás racionalizmusára támaszkodva bármi megismerhető.
„Leitbegriff ist der „Witz“ im Sinne eines Vermögens, Gemeinsamkeiten zwischen scheinbar unzusammenhängendem Dingen oder Sachverhalten zu erkennen, sowie der „Geschmack“ als der Fähigkeit, vernunftgemäße Urteile zu fällen, ohne sie vorher deduktiv herzuleiten.” (A mérvadó fogalom a humor, olyan értelemben, hogy ez egy képesség, látszólag össze nem függő dolgok között közös vonásokat/ összefüggéseket felismerni, valamint az jó ízlés, amely pedig képesség, értelmes ítéletet hozni anélkül, hogy azt előzőleg deduktívan kikövetkeztették volna.) - írja az Ausführliche Redekunst-ban.
Fentebb említett két fő műve mellé felsorakoztatható harmadikként „Erste Gründe der gesamten Weltweisheit” (Az összes világbölcsesség első érvei), amely lényegében Christian Wolff latin nyelvű metafizikájának német átdolgozása, illetve emellett még egy német nyelvtant is tartalmaz. Ezen nyelvtant aztán évtizedekig használták a német iskolákban és nagy szerepe volt a 18. századi irodalmi német nyelv kialakulásában.

## Német drámatörténet
1757 és 1765 között Gottsched megírta „Nöthigen Vorrath” (Szükséges Tárház) című munkáját a német dráma történetéről. A gyűjteményben terve szerint minden német nyelven és 1450 - 1760 között íródott dráma szerepelt volna, de nem fejezte be. Ennek ellenére a műnek máig fontos szerepe van a német irodalomtörténet kutatásában.
Gottsched mindig is törekedett a francia felvilágosodás gondolatainak és nézeteinek terjesztésére. Fontenelle - akit különösen fontosnak tartott - több művét lefordította és kommentálta. De kiadta Pierre Bayle és Helvétius munkáit is németül. Kiemelendő még Gottsched szerepe a korabeli angol nyelvű irodalom és filozófia közvetítésében, bár ezt később sokáig szintén alábecsülték.
1762. június 26-án rövid betegség után elhunyt Gottsched felesége. A hároméves gyász után Gottsched másodszor is megházasodott, felesége a még csak 19 esztendős Ernestine Susanne Katharina Neunes lett. Egy évvel később, 1766. december 12-én Gottsched is elhunyt, 66 éves korában.

## Magyarul
- Új német grammatika, vagy: Német szóra tanító könyv, mellyet Gottsed könyveiből szedegetvén magyar nyelven írt Kratzer János Ágoston; Patzko Ny., Pozsony, 1780
- Kratzer János Ágoston: Új német grammatika, vagy Német szóra tanító könyv; Gottsched Johann Christoph nyomán; 2., példákkal bőv. kiad.; Hochmeister Ny., Szeben–Kolozsvár, 179?